# Sønderborgs flygplats
Sønderborgs flygplats (danska: Sønderborg Lufthavn) är en flygplats i Danmark.   Den ligger i Sønderborg Kommune och Region Syddanmark, i den södra delen av landet. Sønderborgs flygplats ligger 7 meter över havet. Den ligger på ön Als.